# Nuno Tristão
Nuno Tristão est un navigateur et explorateur portugais du XVe siècle.

## Biographie
Il est un des chevaliers chargés de l'exploration des côtes africaines par le prince Henri le Navigateur en 1441. Il double le cap Blanc et, avec Antão Gonçalves, ils visitent la région de Rio de Oro où ils font des prisonniers noirs. Dès l'année suivante, ils entreprennent des captures d'esclaves.
En 1446, Nuno Tristão part de Funchal pour une nouvelle expédition. Son but est de reconnaître un petit fleuve au Sud du Cap Vert,. Succombant à des flèches empoisonnées probablement sérères,, il est tué lors de cette expédition avec 20 de ses compagnons, alors qu'il opérait une  tentative de razzia sur ces habitants dans l'embouchure d'un fleuve.

## Hommages
Les îles Tristão, au large de la république de Guinée, lui doivent leur nom.
Une statue de Nuno Tristão fut érigée à Bissau en 1966.
Nuno Tristão figure sur un billet de 50 escudos utilisé en 1971 en Guinée portugaise.
Son nom est aussi gravé sur des pièces portugaises de 100 escudos émises en 1987.
Son nom a également été donné à une frégate.